# Толсти връх (община Лития)
Вижте пояснителната страница за други значения на Толсти връх.
Толсти връх (на словенски: Tolsti Vrh) е село в Словения, регион Средна Словения, община Лития. Според Националната статистическа служба на Република Словения през 2015 г. селото има 26 жители.